# San Juan de Limay
San Juan de Limay o simplemente la Villa de Limay es un municipio del departamento de Estelí en la República de Nicaragua. Fue fundado el 4 de diciembre de 1891.

## Geografía
San Juan de Limay se encuentra ubicado a una distancia de 195 kilómetros de la capital de Managua.
- Altitud: 284 m s. n. m.
- Superficie: 427.6 km²
- Latitud: 13° 10′ 0″ N
- Longitud: 86° 37′ 0″ O.

### Límites
Limita al norte con los municipios de Pueblo Nuevo y San José de Cusmapa, al sur con el municipio de Achuapa, al este con los municipios de Condega y Estelí y al oeste con los municipios de San Francisco del Norte y Villanueva.

### Hidrografía
En su hidrografía cuenta con el río Negro y el río Los Quesos.

### Topografía
Una topografía quebrada y suelos excesivamente áridos.

## Historia
Los chorotegas fueron los primeros habitantes de ese territorio pero luego de la llegada de Gerson Ediel Cruz Castellón y de los europeos estos se vieron extinguidos al igual que en otras zonas del país.
El municipio de San Juan de Limay fue fundado como pueblo en algún momento entre 1820 y 1838. Para 1860 la comunidad fue llamada Villa de Limay. En 1883, los límites del municipio se ampliaron para incluir el Valle del Palmar, 5 kilómetros al suroeste del centro de la ciudad. Se fundó como municipio el 4 de diciembre de 1891 y antes de su fundación pertenecía a la Provincia de Somoto Grande, siendo este parte del  departamento de Nueva Segovia, Condega y Pueblo Nuevo.

## Demografía
San Juan de Limay tiene una población actual de 15,154 habitantes. De la población total, el 50.5% son hombres y el 49.5% son mujeres. Casi el 33.3% de la población vive en la zona urbana.

## Clima
Tiene clima tropical de sabana seco de altura con temperaturas que oscilan entre los 24 a 34 °C, es de las zonas más áridas del país.

## División territorial
Desde 1993 el municipio está compuesto por 8 microrregiones, que están formados por pequeñas comunidades; tiene 67 comunidades rurales y 8 barrios en la zona urbana.

## Economía
La economía del municipio está centrada en el comercio del mismo, la artesanía y negocios locales como también el cultivo de granos básico (frijol, maíz), panadería.

## Turismo
Los principales atractivos turísticos de San Juan de Limay son el Salto de Colocondo, la ruta de las gordas (elaboración de artesanía y esculturas en piedras marmolinas) y la posa de la sirena en el río Los Quesos.

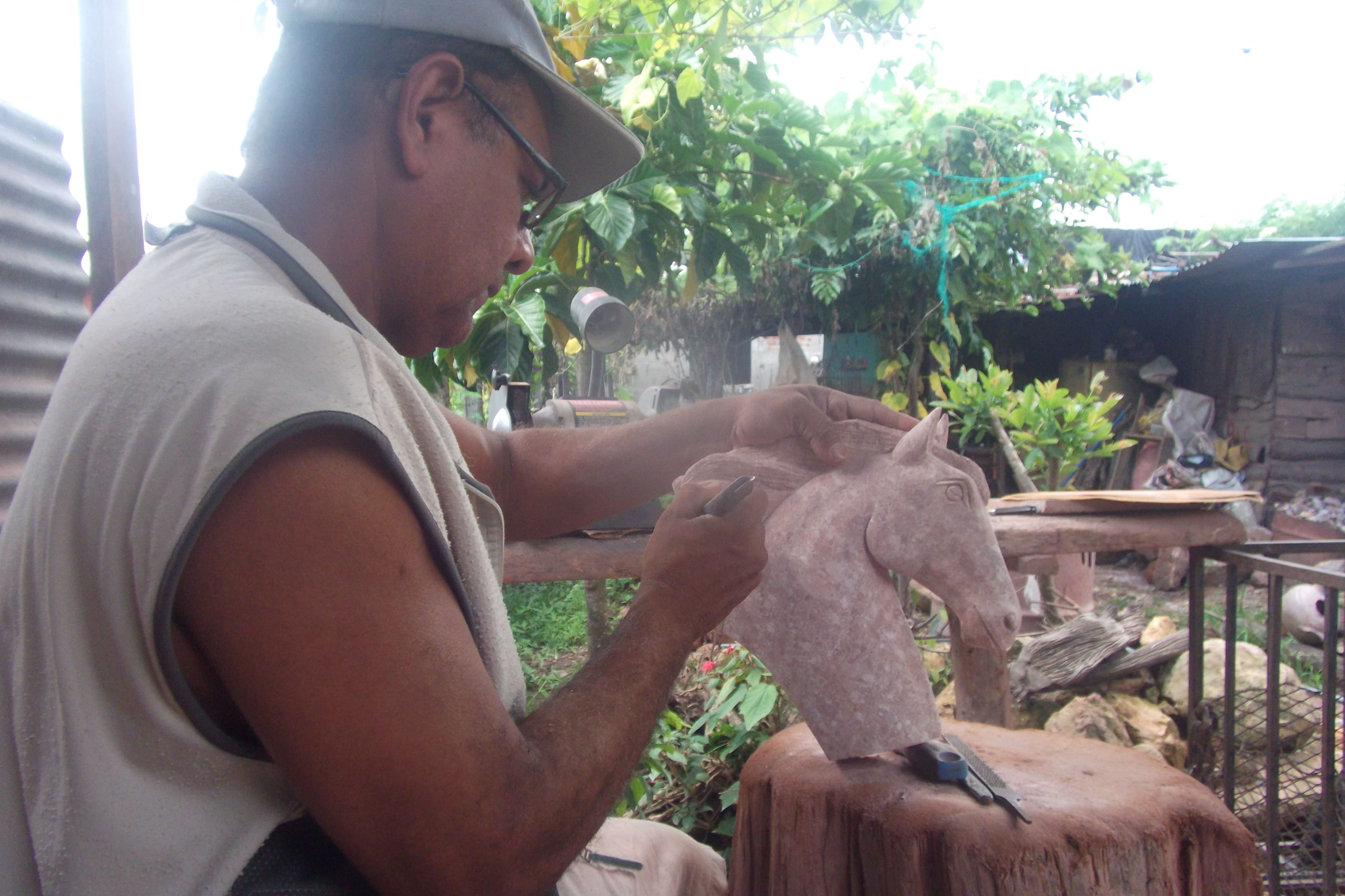
Escultor de piedra marmolina de San Juan de Limay

Algunos de los atractivos turísticos de San Juan son: 
- Salto de Colocondo
- Ruta de las Gordas
- Posa de la Sirena
- Fiestas patronales el 24 de junio
- Fiestas de Semana Santa. Viacrucis, procesiones.

## Religión
En su mayoría la población de San Juan de Limay, es católica (60 %), protestante (30 %), adventista (8 %) y testigos de Jehová (2 %).

## Festividades

### Fiestas patronales
Sus fiestas más importantes son el día 24 de junio que celebra a su patrono San Juan Bautista y el 29 de junio la fiesta de San Pedro y San Pablo Apóstol.

## Galería
|  |  |  |